# Новосибирски зоолошки врт
Новосибирски зоолошки врт је светска позната научна институција, као и популарна туристичка атракција. Зоолошки врт има око 11.000 животиња које представљају 738 врста и активно учествују у тридесет и два различита програма узгоја за угрожене врсте. У просеку, преко 1.500.000 људи годишње посети зоолошки врт.

## Историја
2000. године, установљено је да зоолошки врт поседује црне лавове који су најближи преживели рођаци изумрлог лава Јужне Африке. Џон Спенц, директор јужноафричког зоолошког врта, одувек је био фасциниран причама о овим великим лавовима који су у 17. веку били на зидовима замка генерала Жан ван Рибика. Он је веровао да су неки лавови тог подручја одведени у Европу и да су се тамо укрштали са другим лавовима. Његова потрага је трајала тридесет година, када га је потрага довелела до Новосибирског зоолошког врта, где је пронашао најближу сличност са тим лавовима; зоолошки врт је назвао тог лава Сајмон. Лав и његова породица су смештени напољу, на отвореном у великом, природном окружењу. "Чувају се током целе године у климатским условима западног Сибира на температурама од −49—36 °C [−56—97 °F]. За четрдесет година рођено је више од шездесет младунчади." Новосибирски зоолошки врт је послао два мала лава у Спенсов зоолошки врт у Јужној Африци за узгој.
Кустос зоолошког врта био је Ростислав Шило, од 1969. године до његове смрти 2016. године. Симонови младунци лавова су добили имена по њему и његовој супрузи Олги.
Зоолошки врт је добио велику међународну пажњу након рођења Киаре, ретког лилигарског младунчета у новембру 2012. године. Њени родитељи су мушки лав и женски лигар (то је хибрид мушког лава и женске тигрице).

## Галерија
- Бели медвед
- Жути мунгос
- Мандрил
- Гепард
- Новосибирски зоолошки врт
- Део за птице
- Новосибирски зоолошки врт
- Део за сувенире
- Шеталиште